# Klaus Steffen
Klaus Steffen (* 8. Januar 1945 in Bensheim) ist ein deutscher Mathematiker, der sich mit Differentialgeometrie und Geometrie befasst.
Steffen studierte von 1963 bis 1967 Mathematik an der Universität Münster mit dem Diplom 1967, war dann Assistent an der Johannes Gutenberg-Universität Mainz und wurde dort 1971 bei Stefan Hildebrandt promoviert (Existenzsätze für Flächen konstanter mittlerer Krümmung mit vorgegebener Randkurve). Er war ab 1971 Assistent an der Universität Bonn, an der er sich 1973 habilitierte. 1975 wurde er wissenschaftlicher Rat und Professor an der Universität zu Köln. 1976 wurde er ordentlicher Professor für Mathematik an der Universität Düsseldorf, nachmalig Heinrich-Heine-Universität Düsseldorf. Am 21. Juli 1987 wurde er zum Vorsitzenden des Konvents der Universität Düsseldorf gewählt. Er befürwortete 1988/89 – wie seine Stellvertreter Sanda Grätz (Gruppe der wissenschaftlichen Mitarbeiter), Susanne Gutsche (Gruppe der nichtwissenschaftlichen Mitarbeiter), Uwe Krause (Gruppe der Studenten) und die Mehrheit der damaligen Konventsmitglieder – die Benennung der Universität nach Heinrich Heine.
Er gab ein einfaches Beispiel für ein flexibles Polyeder (von denen das erste Beispiel ohne Selbstüberschneidung 1977 von Robert Connelly gefunden worden war), mit vierzehn Dreiecksflächen und neun Ecken.

## Schriften
- mit Frank Duzaar & Giuseppe Mingione: Parabolic systems with polynomial growth and regularity, American Mathematical Society 2011.